# Stichoplastoris denticulatus
Stichoplastoris denticulatus là một loài nhện trong họ Theraphosidae.
Loài này thuộc chi Stichoplastoris. Stichoplastoris denticulatus được Carlos E. Valerio miêu tả năm 1980.